# Белойт (Канзас)
Белойт (англ. Beloit) — місто (англ. city) в США, в окрузі Мітчелл штату Канзас. Населення — 3404 особи (2020).

## Географія
Белойт розташований за координатами 39°27′53″ пн. ш. 98°6′30″ зх. д. / 39.46472° пн. ш. 98.10833° зх. д. (39.464698, -98.108340).  За даними Бюро перепису населення США в 2010 році місто мало площу 10,47 км², з яких 10,40 км² — суходіл та 0,07 км² — водойми.

## Демографія
Згідно з переписом 2010 року, у місті мешкало 3835 осіб у 1647 домогосподарствах у складі 964 родин. Густота населення становила 366 осіб/км².  Було 1842 помешкання (176/км²).
Расовий склад населення:
| - 98,1 % — білих - 0,4 % — корінних американців - 0,3 % — чорних або афроамериканців - 0,2 % — азіатів - 0,1 % — вихідців з тихоокеанських островів |

До двох чи більше рас належало 0,8 %. Частка іспаномовних становила 1,0 % від усіх жителів.
За віковим діапазоном населення розподілялося таким чином: 21,6 % — особи молодші 18 років, 57,4 % — особи у віці 18—64 років, 21,0 % — особи у віці 65 років та старші. Медіана віку мешканця становила 42,8 року. На 100 осіб жіночої статі у місті припадало 99,7 чоловіків;  на 100 жінок у віці від 18 років та старших — 99,8 чоловіків також старших 18 років.
Середній дохід на одне домашнє господарство  становив 59 553 долари США (медіана — 45 682), а середній дохід на одну сім'ю — 75 558 доларів (медіана — 66 827). Медіана доходів становила 36 836 доларів для чоловіків та 28 774 долари для жінок. За межею бідності перебувало 13,5 % осіб, у тому числі 19,5 % дітей у віці до 18 років та 11,5 % осіб у віці 65 років та старших.
Цивільне працевлаштоване населення становило 1849 осіб. Основні галузі зайнятості: освіта, охорона здоров'я та соціальна допомога — 26,7 %, роздрібна торгівля — 18,3 %, виробництво — 10,9 %, будівництво — 8,4 %.